# Jorge de Alvarado y Merino
Jorge de Alvarado y Merino (Lima, ? - 30 de enero de 1771), sacerdote criollo que ocupó altos cargos académicos en el Virreinato del Perú. Rector de la Universidad de San Marcos.

## Biografía
Inició sus estudios en el Real Colegio de San Martín (1716), y los continuó en la Universidad de San Marcos, donde obtuvo el grado de Doctor en Teología. Publicó Tesis de Universa Theologia (1725), como anuncio de la defensa que haría el colegio de su orden. Luego, dictó la cátedra de Maestro de las Sentencias (1729-1731), que había sido fundada para los egresados del colegio jesuita.
En su carrera eclesiástica, llegó a ser cura rector de la Catedral de Lima, y posteriormente incorporado al Cabildo Metropolitano como medio racionero (1756) y finalmente racionero (1761). Por aquella época, el claustro sanmarquino lo eligió rector (1762) y al culminar su gestión fue nombrado juez ordinario de cofradías (1768) y poco antes de morir, canónigo.
| Predecesor: Antonio de Boza y Garcés | Rector de la Universidad de San Marcos 1762 - 1765 | Sucesor: Manuel Román de Aulestia |